# All-Ireland Senior Hurling Championship 1928
L'All-Ireland Senior Football Championship 1928 fu l'edizione numero 42 del principale torneo di hurling irlandese. Cork batté in finale Galway, ottenendo il nono titolo della sua storia.

## Formato
Si tennero solo i campionati provinciali di Leinster e Munster, i cui vincitori avrebbero avuto accesso diretto all'All-Ireland, dove avrebbe avuto accesso anche Galway, ammessa di diritto.

## Torneo
Leinster Senior Hurling Championship
| Kilkenny 6 maggio 1928 Quarto di finale | Laois | – | Wexford | Nowlan Park |

| Portlaoise 13 maggio 1928 Quarto di finale | Dublin | 3-5 – 0-6 | Kilkenny | O'Moore Park |

| Kilkenny 27 maggio 1928 Semifinale | Offaly | 7-0 – 4-2 | Meath | Nowlan Park |

| Tullamore 17 giugno 1928 Semifinale | Dublin | 7-0 – 1-2 | Laois | Ballyduff Park |

| Dublino 15 luglio 1928 Finale | Dublin | 9-7 – 4-3 | Offaly | Croke Park |

Munster Senior Hurling Championship
| Waterford 13 maggio 1928 Semifinale | Waterford | 0-3 – 4-8 | Cork | Gaelic Park |

| Cork 3 giugno 1928 Quarto di finale | Tipperary | 4-2 – 2-6 | Limerick | Cork Athletic Grounds |

| Thurles 24 giugno 1928 Semifinale | Tipperary | 2-5 – 5-5 | Clare | Thurles Sportsfield |

| Thurles 15 luglio 1928 Finale | Cork | 2-2 – 2-2 | Clare | Thurles Sportsfield |

| Thurles 29 luglio 1928 Finale replay | Cork | 6-4 – 2-2 | Clare | Thurles Sportsfield |

All-Ireland Senior Hurling Championship
| Kilkenny 26 agosto 1928 Semifinale | Cork | 5-3 – 0-2 | Dublin | Nowlan Park |

| Dublino 9 settembre 1928 Finale | Cork                  | 6-12 – 1-0 | Galway | Croke Park (15 259 spett.)\| Arbitro: \| J. Roberts (Kilkenny) \| |
| Arbitro:                        | J. Roberts (Kilkenny) |            |        |                                                                   |